# Paul MacCready
Pour les articles homonymes, voir McCready.
Paul B. MacCready, Jr., né le 25 septembre 1925 à New Haven, Connecticut, et mort le 28 août 2007 à Pasadena, est un ingénieur américain spécialisé dans l'aéronautique, fondateur en 1971 de la firme AeroVironment, qui construit aujourd'hui surtout des drones.

## Biographie
Pendant son adolescence MacCready est un aéromodéliste inventif, il établit de nombreux records dans le domaine des modèles expérimentaux.
En 1943 il sort diplômé de la Hopkins School (en) de New Haven. Il reçoit son diplôme ès sciences physiques de l'université Yale en 1947 puis un master's degree en 1948.
Il recevra un Ph.D. (doctorat) en aéronautique en 1952 du California Institute of Technology (Caltech)

### Planeurs et avions à énergie musculaire
MacCready établit des records d'altitude de vol à voile (planeur) aux États-Unis dès 1947 et représente son pays à des compétitions européennes à quatre occasions. Il remporte le titre de champion international en France en 1956.
Il travaille sur le planeur et ses techniques de vol et inventera un calculateur de vol réputé dans cette discipline (ce calculateur porte d'ailleurs son nom, le « MacCready Speed »). Il fonde Meteorology Research Inc., une entreprise de recherche sur le climat et les conditions atmosphériques.
En 1971, il fonde la société AeroVironment à qui l'on doit de nombreux drones de haute technologie, civils et militaires, tels que le Raven (UAV) utilisé en grand nombre par les forces américaines, le Mars Pathfinder et le Centurion de la NASA.
Il conçoit  des machines extraordinaires telles que le Gossamer Condor, premier avion à propulsion humaine lauréat du prix Kremer en 1977, et le Gossamer Albatross, premier à avoir traversé la Manche en 2 heures et 49 minutes en 1979. 
Après le vol faisant appel à l'énergie musculaire, il s'intéresse au vol à énergie solaire (Gossamer Penguin, Solar Challenger) puis à très haute altitude (Pathinder, Centurion, Helios) avec le concours de la NASA.

## «MacCready factor»
Paul MacCready était un optimiste. Le « MacCready factor » était le chiffre par lequel il fallait multiplier une estimation du temps de travail établie par MacCready pour arriver au temps réellement nécessaire. Pendant la construction du Gossamer Albatross, ce facteur variait de 3,5 à 6... Le temps estimé initialement par MacCready pour mener à bien le projet Gossamer Condor était de six semaines ; cela a pris un an. 

## «Doing more with less»
Préoccupé (en avance sur son temps) par la consommation croissante de ressources non renouvelables (énergie fossile), MacCready a constamment recherché des alternatives faisant appel à l'imagination et à la technicité, notamment l'énergie solaire.

## Palmarès en vol à voile

### Championnats du monde
- Médaille d'argent en 1950, à Örebro (Suède), en classe Open
- Médaille d'or en 1956, à Saint-Yan (France), en classe Open

## Récompenses
- Récipiendaire de la Médaille Lilienthal, 1956
- Ingenieur of the Century Gold Medal, 1980
- Spirit of St. Louis Medal, 1980
- Inventor of the Year Award, 1981
- Golden Plate Award, 1982
- Gold Air Medal
- Guggenheim Medal, 1987
- Scientist of the Year, 1992
- Pioneer of Invention, 1992
- The 2002 Walker Prize, 2002